# 稷山の戦い
稷山の戦い（しょくさんのたたかい）は慶長の役において日本軍と明軍との間で戦われた戦闘。文禄・慶長の役を通じて両軍が予断を行わずに、正面切って戦った唯一の野戦である。

## 背景
文禄の役の後続いていた講和交渉は決裂し慶長の役が始まった。慶長2年（1597年）の作戦目標は全羅道を成敗し、忠清道その他にも出動することで、目標の達成後は城塞（倭城）を築城し、城の在番担当を定め、それ以外の軍は帰国する計画が定められていた。
釜山周辺に布陣していた日本軍は7月16日漆川梁海戦で朝鮮水軍を殲滅すると陸上でも全羅道を目指して進撃を開始する。このとき明・朝鮮軍では全羅道と慶尚道との道境付近にある南原城と黄石山城で守りを固めていた。
日本軍は左軍と右軍の2隊に分かれ西進し、左軍は8月15日南原城を攻め落とし（南原城の戦い）、右軍は8月16日黄石山城を攻め落とし（黄石山城の戦い）、両軍は全羅道の中核都市全州に向かって併進した。するとここを守る明将陳愚衷は恐れをなして逃走したため戦うことなく8月19日全州を占領した。ここで諸将は軍議を開き全羅道及び忠清道を平定するため各地へ分進していった。

## 戦闘経過
忠清道平定を担当する日本の右軍の主力毛利秀元（兵約25000）、加藤清正（兵約1万）、黒田長政（兵約5万）及び軍監太田一吉、竹中重利の五将は兵4万余人を率い8月29日に全州を出発して北進し、9月初旬公州に至る。初め明将陳愚衷が全州を捨てて逃走すると、提督麻貴は漢城より遊撃牛伯英を遣わし赴援させた。牛伯英は陳愚衷と兵を合わせ公州に駐屯していたが、日本軍が全州を発して大挙北進するのを聞くと蒼黄となり漢城に退却した。この結果日本軍は明軍の抵抗を受けることなく公州を占領する。
日本軍は公州において路を分かち加藤・太田の2隊は右方に進み燕岐を経て9月6日清州に到り、秀元は黒田隊を以って先鋒と為し全義を経て同日天安に到った。
漢城において明の経理楊鎬が9月朔日平壌より来た麻貴を促し、出でて日本軍の前進を阻止しようとした。麻貴は乃ち水原に到り副総兵解生、遊撃牛伯英、楊登山、頗貴の4将をして精騎2千を率い6日稷山に向かわせた。朝鮮の朝廷もまた李元翼をして兵を率い竹山方向に下り清州路を扼し以て明軍の左翼を警戒させた。
9月7日未明、黒田長政は部将黒田直之、栗山利安ら先鋒の若干の兵をまず前進させた。直之らは稷山へ一里ほどまで前進し、日の出と共に敵兵が山野に充満し近迫する様を見る。諸将は軍議を開いて進退を議論した。毛屋武久が「敵は多く我は少なし。我若し一歩を退かば彼必ず追撃し我兵殲きん死は一なり寧ろ進んで死するに若かず且つ我兵一致団結して奮進すれば必ず敵の一部を突破せん。我その機に乗じて退却すれば或は軍を全うするを得ん。是れ武田勝頼が長篠の敗後に攻勢に出て敵の追撃を遅緩ならしめたる故智なり」と発言すると、諸将もこれを然りと為し乃ち歩率をして斉しく銃射せしめ士卒硝煙中より喊声を発して突撃する。明軍は大いに驚き防戦短時間で破れ退く。直之等これを機とし兵を収めて退く。時に長政は遥かに銃声を先鋒の方向に聞き麾下3000を率いてこれに馳せる。先鋒の兵敵に追躡せられ其勢は甚だ危うし。黒田一成曰く「先鋒がもし敗れたならば我が本軍もまた恐らくは支え難からん是れ吾が死所なり。」と手兵を以て敵を側撃した。後藤基次は一高地を占領し其部兵を馳駆せしめ、以て敵をして我衆寡を測らさしめ、且つ先鋒兵に声援する。一成遂に先鋒の兵を収容して還る。
長政は戦場に到着すると直ぐに東方の高地に上がって自ら敵情を偵察し、乃ちその隊の部署を改め右備一番隊は母里友信、栗山利安、黒田利高をこれに任じ、井上九郎兵衛、野村市右衛門を二番隊としてこれに次き、左備一番隊は後藤基次、黒田一成がこれに当り、黒田直之、桐山孫兵衛が二番隊としてこれに次いた。長政は自ら爾餘の兵2000人を率いて本隊たり。この時、明将解生等が水原より到来する。遊撃擺寨、千総李盆喬、把総劉遇節等2000人の援軍を得て再び兵気を回復して攻め寄せた。両軍末院の野に戦い奮闘数合にして勝敗はなかなか決まらなかった。
毛利秀元は天安に在り稷山の戦急を聞き、直ちにその兵を率いてこれに赴援し先鋒の将宍戸元続、吉見広行等に先ず進ませた。元続等は急駆してこれに赴き、黒田隊を助けて敵の側背に突撃する。これにより明軍は遂に大いに敗れて水原方向に退いた。午後3時を過ぎた頃、日本軍は敢えて追撃せず兵を収めて天安に還った。この日の戦闘で日本軍の黒田兵29人が戦死、明軍は約200余人が戦死した。朝鮮王朝実録には日本軍の戦死500～600、明軍も戦死者が多い、との記事がある。

朝鮮王朝実録においては明軍は自軍の勝利と報告している。

## 戦闘後の経緯
稷山に日本軍が進出し都に迫ると明・朝鮮軍では漢江を防衛線として守りを固めるが、漢城では日本軍の接近でパニックに陥っており、人々は逃走をはかりほとんど無人となるほどであった。この時の明軍は兵力が少数にすぎず弱体であり、朝鮮軍は既に潰散していた。漢城は維持できる状態にはなく、朝鮮の朝臣たちは我先にと都を出て避難することを献策した。
一方日本の右軍は稷山での戦闘の後、9月10日には京畿道の安城・竹山まで前進した。これにより慶長の役の発動当初から定められていた戦略目的は達成された。このため、当初からの計画に従い、京畿道、忠清道、全羅道の各日本軍はそれぞれ反転して朝鮮半島南岸に還り築城を開始する。朝鮮の朝廷では日本軍の反転理由が分からず日本軍の罠ではないかと疑った。
朝鮮半島南岸で築城を急ぐ日本軍に対し明・朝鮮軍は反攻を企画し、建設中の城塞群の内最東端に位置する蔚山城に目標を定めて攻撃した。この蔚山城の戦いは12月22日から始まったが、加藤清正等は城を堅く守り、毛利秀元らが救援して翌年1月4日、明・朝鮮軍を撃破する。